# بشرى عقبي
بشرى عقبي ممثلة وعارضة أزياء جزائرية ولدت بالعاصمة الجزائر في 21 ابريل 1985.ولها عدة أعمال منها جمعي فاميلي في مواسمه الثلاثة

## أعمالها

### مسلسلات
| الرقم | اسم المسلسل   | الدور |  |
| 01    | جمعي فاميلي 3 | سارة  |  |
| 02    | جمعي فاميلي 2 | سارة  |  |
| 03    | جمعي فاميلي 1 | سارة  |  |
| 04    | دوامة الحياة  |       |  |
| 05    | الربيع الاسود | شهرة  |  |

مسلسل شهرة2006 بدور ياسمين

## روابط خارجية
- بشرى عقبي على موقع قاعدة بيانات الأفلام العربية